# نوئل لوئیس سنت پیر بونبری
نوئل لوئیس سنت پیر بونبری (انگلیسی: Noël Louis St Pierre Bunbury؛ ۲۵ دسامبر ۱۸۹۰ – ۳۱ ژانویه ۱۹۷۱) فرد نظامی اهل بریتانیا بود.